# Taweret
Taweret (Oudegyptisch 'Zij die groot/alomvattend is', Oudgrieks Τοερις, Toëris) is een godin uit de Egyptische mythologie. 
Taweret was in predynastische tijden een godin, die op talloze amuletten is terug te vinden. Uit het Oude Rijk dateren veel getuigenissen van de verering van deze godin. Samen met de archaïsche god Bes was zij ook beschermgodin bij geboorte en eerste zoogtijd. Taweret werd dan ook afgebeeld als een drachtig vrouwelijk nijlpaard, een dier dat bekendstond voor bescherming van haar jongen. Zij kon bovendien worden afgebeeld met kenmerken van een leeuw of een krokodil (deze eventueel op de rug dragend) en had dan een apotropaeïsche functie (moest de boze geesten of demonen wegjagen). Taweret werd vaak aanroepen bij bevallingen om vrouw en kind te beschermen (hoog sterftecijfer in kraambedden) en werd hierom ook afgebeeld met een dikke buik en zwaar doorhangende borsten.
Meestal draagt deze godin een pruik en daarboven kan een gevederde haartooi staan, eventueel met hoorns en zonneschijf. Meestal staat de mond open of met teruggetrokken lippen om rijen tanden te tonen. Dit duidt mogelijk op de kwaad afwerende functie. Voornaamste attributen: de sa (beschermingssymbool), de anch (symbool van het leven), en de toorts (afweer van duisternis en kwaad). Het sa symbool is meestal het grootst en staat voor de godin op de grond aan beide kanten, terwijl ze er met de handpalmen op steunt
Soms werd de nijlpaardgodin met Isis geassocieerd, bijvoorbeeld in een deel van de Late Periode cippi, al is de verbinding tussen deze twee godinnen niet altijd duidelijk. Taweret werd vaker met Hathor geassocieerd en draagt dan haar typische haardos (de gierenpruik). In het vignet dat het Egyptisch Dodenboek hoofdstuk 186 vergezelt bij de papyrus van Anhai staat ze samen met Hathor als koe. Ze blijkt rechtstreeks met deze godin geïdentificeerd, aangezien enkel Hathor in de banvloek wordt genoemd.
Op een zeldzame stele (New York's Metropolitan Museam of Art) staat Taweret afgebeeld terwijl zij eer betuigt aan Mut (die soms als een oervorm van Hathor wordt gezien) en draagt zij de kenmerken van Tiye, de vrouw van farao Amenhotep III. Deze koningin vereenzelvigde zich blijkbaar met de nijlpaardgodin.

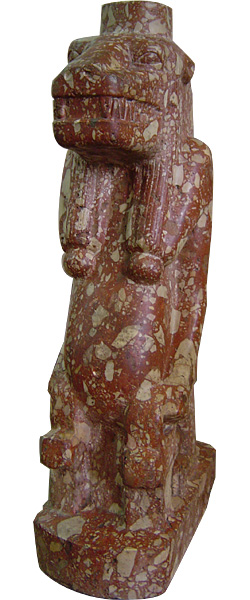
Taweret

Taweret werd in later tijden als de eega van Seth gezien omdat het mannelijk nijlpaard met deze god werd geassocieerd en omdat Taweret, aldus Plutarchus een van de 'volgelingen van Horus was geworden. Maar Taweret werd evenzeer als de eega van de veel oudere god Bes gezien.
Ze was erg populair bij de gewone Egyptenaren en komt voor in veel magische teksten, spreuken en amuletten. Taweret was een huisgodin en kende geen cultustempels. Wel is in Karnak een tempel gewijd aan de eveneens gerelateerde godin Opet.
Taweret afbeeldingen verspreidden zich langs de Middellandse Zee en drongen ten slotte door tot de iconografie van het Minoïsch Kreta, waar haar vorm herkenbaar bleef, al was zij er de godin van het water.